# Overland Monthly
The Overland Monthly était un magazine mensuel culturel américain fondé en 1868 à San Francisco, en Californie.

## Histoire
The Overland Monthly a été fondé en 1868 par Anton Roman, un libraire Bavarois arrivé en Californie pendant la Ruée vers l'or. Il avait récemment publié des poésies de Charles Warren Stoddard et un recueil de vers d'auteurs californiens appelés Outcroppings.  Le magazine a été publié pour la première fois en juillet 1868, édité par Bret Harte à San Francisco et ce jusque vers la fin de 1875. Anton Roman, qui espérait que son magazine « aiderait le développement matériel de cette côte », trouvait que Harte « penchait trop vers le purement littéraire ». Harte, de son côté, doutait que les auteurs locaux puissent lui fournir assez de contenu de qualité. La première édition a surtout inclus des contributions de la « Golden State Trinity » : Harte, Stoddard et Ina Coolbrith.

...

En 1880, The Californian fusionne avec l' Overland Monthly jusqu'en octobre 1882. En janvier 1883, l' Overland Monthly paraît de nouveau avec un numéro 1. Il reste à San Francisco jusqu'en 1921. En 1923 le magazine fusionne avec l'Out West pour devenir l' Overland monthly and Out West magazine. La publication s'arrête en juillet 1935.

### Contributeurs célèbres
- Ambrose Bierce
- Jack London
- Flora Haines Loughead
- Sarah Morgan Bryan Piatt,
- Mark Twain

### Sources
- (en) Cet article est partiellement ou en totalité issu de l’article de Wikipédia en anglais intitulé « Overland Monthly » (voir la liste des auteurs).